# Kill la Kill
Kill la Kill (яп. キルラキル, кіру ра кіру) — аніме, створене студією Trigger, а також манґа в жанрі сейнен, ілюстроване Рьо Акідзукі. Kill la Kill — перший власний і оригінальний аніме-проект Trigger, створений на чолі з Хіроюкі Імаіші, сценарії створював для нього Кадзукі Накашіма, який раніше працював над створенням Gurren Lagann. Прем'єра аніме відбулася 3 жовтня 2013 на каналі MBS. Компанія Aniplex of America ліцензувала дане аніме для одночасної передачі по телебаченню та випуску для домашнього перегляду. Адаптація манґи, ілюстрована Ре Акадзукі, почала публікацію в журналі сьонен-манґи Young Ace, що випускається видавничою компанією Kadokawa Shoten.
14 серпня видавництво «Мольфар Комікс» анонсували вихід манґи українською.

## Сюжет
Рюко Матой — дівчина, що подорожує разом з гігантською половиною ножиць як зброєю, схожою на червоний меч, для того, щоб знайти володаря іншої половини ножиць, тієї людини, що вбила її батька, Ішіна Матой. Рюко потрапляє в старшу школу, яка живе та існує в страху. Ця вигадана академія знаходиться в Токійській затоці, в постапокаліптичній Японії. Править цією школою студентська рада на чолі з президентом студентської ради, Сацукі Кірюін. Ці люди мають незвичайну уніформу, відому як, яка здатна розчавити будь-кого на своєму шляху. Прихильники Сацукі — учні Академії Хонноджі, які володіють тризірковою ультраформою. Після того, як Рюко зазнала поразки від рук Сацукі, яка щось знає про ножиці та пов'язана з убивством батька Матой, Рюко падає в підвал, де знаходить дивну шкільну уніформу-матроску, яка вміє рухатися і розмовляти, яку Рюко назвала Кровопивцею (яп. 鮮血, кириліз.: Сенкецу), яка «одягається» на Рюко, забезпечуючи їй незвичайні здібності. Після «об'єднання» з Кровопивцею, Рюко повертається в академію, щоб помститися Сацукі, яка використовує уніформу у своїх цілях, і студентській раді, який тримає в страху всю академію. Використовуючи здатності Кровопивці, Рюко протистоїть Сацукі та її поплічникам, щоб звільнити академію Хонноджі та з'ясувати правду про свого батька.

## Подробиці
- Kill la Kill є першим аніме-телесеріалом студії Trigger, яка була створена у 2011 році двома колишніми співробітниками студії GAINAX — Масахіко Оцука і Хіроюкі Імаіші. Вперше це аніме було згадано в лютому 2013 року в журналі Newtype.
- Кадзукі Накашіма і Хіроюкі Імаіші разом створювали концепцію серій (Накашіма як сценарист, а Хіроюкі як режисер). Вони удвох працювали над Gurren Lagann, а також Шігето Кояма, дизайнер персонажів, Тоенорі Ямада, оператор, і Джюнічі Уемацу як монтажер серій. Таким чином зібралося багато знайомих людей, які працювали раніше разом, для створення нового аніме.
- Перша трансляція відбулася 3 жовтня на каналі MBS в Кансай, потім на TBS в Токіо (регіон Канто) і на CBC в Нагої з 5 жовтня, і на BS-TBS з 6 жовтня по супутниковому телебаченню по всій країні.
- Ще до прем'єри серіал був переданий компанії Aniplex of America для одночасного мовлення (з субтитрами англійською мовою), а також для показу по всьому світу (за винятком Австралії, Нової Зеландії, Великої Британії, Ірландії, Франції та деяких франкомовних і азійських країн). У Північній Америці права придбала компаніями Crunchyroll і Hulu, в Австралії та Новій Зеландії — Madman Entertainment, а для франкомовних країн серії ліцензовані компанією Wakanim, які вже транслюються одночасно з Японією. Таким чином, дане аніме набрало популярність ще до виходу першої серії.